# Международная пятидесятническая церковь святости
Международная пятидесятническая церковь святости — самостоятельная христианская церковь, базирующаяся в США. Имеет действующие церкви в 103 странах мира, объединяет свыше 4-х миллионов верующих и 18,3 тыс. церквей.
Штаб-квартира организации расположена в американском городке Вифания (штат Оклахома).
Церковь является активным участником Всемирного пятидесятнического братства.

## История
История церкви восходит к двум группам верующих движения святости — Церкви святости крещенных огнём (основана в 1895 году в Айове) и Пятидесятнической церковь святости (основана в 1900 в Северной Каролине). Первую церковь основал Бенджамин. Х. Ирвин — баптистский проповедник, примкнувший к движению святости. Ирвин учил о необходимости достижения состояния полной святости. Такое состояние он называл «крещение огнём» или «крещение пламенной любовью» и связывал его с переживанием апостолов в день Пятидесятницы.
Вторую группу верующих, названную Пятидесятнической святой церковью, основал бывший методистский священник Авенир Блэкмен Кремплер (1863—1952). В 1908 году из докладов Франка Бартлемана Кремплер узнал о пробуждении на Азуза-стрит. Представители пятидесятнической церкви святости побывали в Лос-Анджелесе, где пережили опыт крещения Духом Святым и, вернувшись в Северную Каролину, распространили его по местным церквам. Сам Кремплер, не приняв эту доктрину, ушёл из основанной им церкви.
В конце января 1911 года делегаты делегаты обеих групп встретились в Фальконе (Северная Каролина) и образовали Пятидесятническую церковь святости.
Первыми зарубежными миссионерами церкви были женщины — в 1909 году Анна Дин открывает миссию в Гонконге, в 1910 году Делла Гэйнс в Индии. В 1913 году ещё два миссионера покидают США — О. Леман направляется в Южную Африку, а Амос Брэдли в Центральную Америку.
В 1915 году к церкви присоединяется Пятидесятническая церковь скинии, основанная в 1898 Н. Дж. Холмсом среди прихожан пресвитерианских церквей Южной Каролины. После объединения, новая деноминация насчитывала 200 церквей с 5 тыс. членами. В 1948 году Пятидесятническая церковь святости вошла в братство пятидесятников Северной Америки (См. Пятидесятническое движение в США).
С 1960-х годов церковь значительно расширяется, г. о. путём присоединения родственных пятидесятнических союзов других стран. Так, в 1967 году в церковь вошла пятидесятническая организация из Чили, в 1985 — Веслиянская методистская церковь Бразилии. В 1975 году к названию Пятидесятнической церкви святости было добавлено слово «Международная».
В 2011 году в Фальконе (Северная Каролина) церковь отпраздновала своё столетие.

## Вероучение
Являясь наследницей движения святости, Международная пятидесятническая церковь святости относится к пятидесятникам трёх благословений. Вероучение церкви выражено в Апостольском символе веры и в Декларации веры, окончательно сформулированной в 1945 году. В ней отражена вера в богодухновенность Библии, триединство Бога, божественность Христа, буквальность ада и рая, ответственность каждого верующего за выполнение Великого Поручения. Церковными таинствами является крещение и причастие. Часть общин практикуют омовение ног.
В вероучении и культе церкви чувствуется влияние методизма. Так, Международная пятидесятническая церковь святости допускает крещение младенцев; по желанию родителей детей могут «посвятить» Богу, отложив крещение до обращения.

## Организация
Высшим органом церкви является Генеральная конференция, которая проходит раз в четыре года. Ежегодно проводятся региональные конференции и тематические конференции — миссионерские, богословские, молодежные. Тип управления общинами смешанный, конгрегационально—епископальный.
Численность верующих Международной пятидесятнической церкви святости неуклонно растёт. В 1990 году она насчитывала 1,8 млн верующих во всем мире, в 1998 — 2,6 млн, в 2012 число прихожан превысило 4 миллиона. Количество прихожан увеличивается и в самих Соединенных Штатах: в 1990 году их было 132 тыс., в 1998—177 тыс., в 2008—330 тыс..
Церковь поставила перед собой задачу к 2020 году вырасти до 5,5 млн верующих во всем мире.